# Passage Bourgoin
Le passage Bourgoin est une voie située dans le quartier de la Gare du 13e arrondissement de Paris en France.

## Situation et accès
Il débute 41, rue du Château-des-Rentiers et se termine 32 bis, rue Nationale.

## Origine du nom
Comme l’impasse Bourgoin, le passage doit son nom à son ancien propriétaire, Étienne Bourgoin, tanneur né à Meung-sur-Loire, le 20 août 1819, et devenu marchand de vin au 114, avenue d'Ivry. Étienne Bourgoin mourra à son domicile du 37, rue Nationale, âgé de 79 ans, le 15 février 1899.

## Historique
En 1867, les époux Bourgoin avaient acheté à des familles rurales d'Ivry des parcelles agricoles, au lieu-dit « les Hautes-Formes ». De 1879 à 1887, ces terres furent mises en lotissement.
C'est en septembre 1879 qu'Étienne Bourgoin décida de l'ouverture du passage qui porterait son nom quelques années plus tard (Archives nationales, MC/ET/CXX/671). La première mention du « passage Bourgoin », qui sera fermé à chaque extrémité, apparaît dans un acte notarié du 4 avril 1883, signé chez Me Colleau, notaire au 21, avenue d'Italie (Archives nationales, MC/ET/CXX/738). L'impasse Bourgoin est dénommée le 20 juillet de la même année, chez Me Colleau également.
Le passage National voisin sera également créé sur des terrains revendus par Étienne Bourgoin. En 1887, le passage Bourgoin figure sous ce nom dans l'Atlas municipal de la Ville de Paris ; et la Nomenclature des voies publiques et privées, éditée par la Mairie de Paris et imprimée par Chaix, inscrit le passage et l'impasse Bourgoin dans son édition de 1898.
Il prend le statut de « voie privée ouverte à la circulation publique » en 1959. À l'origine voie privée, le passage n'entrera pleinement dans le domaine public qu'en décembre 1994. En 1983, un projet de zone d'aménagement concerté (ZAC) prévoyait sa destruction.
Les habitants du secteur obtinrent son classement en zone UL du Plan d'occupation des sols (1989), ce qui le préserve désormais, comme « lieu de mémoire, de charme et de respiration, au cœur d'un arrondissement déjà trop bousculé par les rénovations » (association de quartier Inter-National-Bourgoin).
Cette voie est comprise dans la zone des anciennes carrières.

## Bâtiments remarquables et lieux de mémoire
Le passage Bourgoin est bordé de maisons basses parfois dotées de petits jardins. On y trouvait aussi, jadis, un terrain de pétanque, avant des interventions plus récentes. Les maisonnettes d'origine ont été bâties autour des années 1880 par les artisans ayant acquis les parcelles du lotissement, et non pas, comme souvent dit, par des ouvriers de l'usine voisine, Panhard & Levassor, qui ne fonctionnera vraiment qu'à partir de 1895.
Ces maisons sans architecte furent édifiées au petit bonheur la chance, et souvent avec des matériaux de récupération, dont les nouveaux propriétaires peuvent retrouver des traces lors de leurs rénovations. Il en résulte un « style composite » tout à fait involontaire, mais qui témoigne de ce qu'avait pu être un lotissement populaire, sans promoteur ni directeur, à la fin du XIXe siècle.
Adaptant le roman de Léo Malet, « Brouillard au pont de Tolbiac », Jacques Tardi a choisi le « passage Bourgoin » des années 1980 pour représenter dans sa bande dessinée le « passage des Hautes-Formes » de cette aventure de Nestor Burma (Casterman, 1982).